# Segona guerra de Txetxènia
La Segona Guerra de Txetxènia (rus: Вторая чеченская война, transcrit Vtoraia txetxenskaia voina, anomenada oficialment Operació antiterrorista al Caucas Nord, en rus: контртеррористической операцией на Северном Кавказе, transcrit kontrterroristitxeskoi operatsiei na Severnom Kavkaze) va començar el 1999 després que guerrillers txetxens ataquessin el veí Daguestan i després que una sèrie d'atemptats a Rússia causessin centenars de morts i els txetxens fossin acusats d'aquests actes.
Segons els txetxens i alguns dissidents russos, la mà de l'antic KGB estava darrere d'aquests atemptats, que van portar a l'inici de la guerra i van suposar, enmig d'una atmosfera nacionalista, l'ascens de la candidatura del nou primer ministre, Vladímir Putin (nomenat per Ieltsin un mes abans), que superà en les enquestes a l'anterior primer ministre Ievgueni Primakov. Ieltsin va dimitir el 31 de desembre de 1999 i el va succeir el llavors poc conegut Putin, qui va guanyar fàcilment les eleccions uns mesos després.

## Antecedents i causes bèl·liques
El 1996 els rebels txetxens van expulsar els russos de Grozni. Poc temps abans de les eleccions presidencials russes, Borís Ieltsin buscava la reelecció i acabar la guerra com fos. Va enviar el general Aleksandr Lébed a negociar un armistici amb els rebels, que va portar a la independència de facto de Txetxènia.
En aquests tres anys d'independència, el poder central txetxè (Aslan Maskhàdov va ser elegit president el 1997) va ser incapaç de controlar les bandes armades. Això, unit a la desastrosa situació econòmica, la falta d'ocupació i la deriva islamista (estava previst l'establiment de la xaria o llei islàmica), va convertir al país en una font d'inestabilitat.
Maskhàdov va sobreviure a nombrosos atemptats de l'espionatge rus, i el representant rus davant el govern txetxè va ser segrestat a l'aeroport de Grozni i assassinat. Va haver-hi freqüents batalles frontereres entre els russos i les bandes txetxenes, que van desembocar en el fracassat atac txetxè al Daguestan (juliol de 1999, dirigit per Xamil Bassàiev, l'objectiu del qual era crear una república islàmica caucàsica).
El 5 d'agost de 1999 la Brigada Internacional Islàmica (BII), una força armada formada i comandada per Xamil Bassàiev i Ibn Al-Khattab a la qual se'ls van unir membres de la Xura daguestaní Txandrika Kaul (2002). Entre 1996 i 1997 s'estimava en més de 1.200 els guerrillers del Daguestan i mercenaris iugoslaus, turcs i afganesos, una poderosa força de 5.000 a 7.000 combatents, d'aquests una força de 1.500 homes van partir amb l'objectiu d'envair el Daguestan, les forces txetxenes van trobar una forta resposta de les tropes russes comandades per Víktor Kazàntsev. Obligades a retrocedir, les forces rebels van abandonar definitivament el Daguestan el 28 de setembre. L'ofensiva va costar la vida de milers de combatents i civils, i va desplaçar més de 30.000 persones; aquest esdeveniment va ser usat pel govern rus com el casus belli per llançar la campanya contra el govern independentista txetxè. Una altra conseqüència va ser que Ievgueni Primakov va dimitir i Ieltsin va nomenar, com a primer ministre, Vladímir Putin. Poc després van tenir lloc una sèrie d'atacs terroristes a Moscou.

## Inici de la guerra
La guerra va començar el 26 d'agost de 1999, quan el primer ministre rus Vladímir Putin va ordenar a l'exèrcit ocupar les zones frontereres per impedir noves incursions txetxenes contra el Daguestan, mentre començava un demolidor atac aeri contra la república rebel.
En els mesos inicials de la guerra, Rússia es va recolzar en un massiu atac aeri i terrestre utilitzant míssils contra les principals ciutats. Gran part de la població civil va ser evacuada de les localitats on es combatia. Els russos van avançar cap a Grozni, el setge de la qual van completar poc abans de Nadal, la capital txetxena va ser presa pels russos a principis de febrer de l'any 2000, després de destruir el poc que quedava d'ella.
Els rebels es van retirar a les muntanyes del sud, des d'on començarien una llarga guerra de guerrilles contra les tropes russes i els txetxens prorussos.
Al maig els russos van denunciar que uns "1.500 txetxens i 3.000 mercenaris talibans" operaven des del nord de Geòrgia llançant atacs de guerrilles a la frontera sud de Txetxènia. L'agost de l'any 2002 el govern georgià va enviar 1.000 soldats a lluitar contra els guerrillers, tot i que això no va millorar les relacions entre Moscou i Tbilisi.

## Restabliment d'una administració prorussa
Al maig de l'any 2000 Putin va restablir el govern directe del Kremlin. De cara a la normalització política de la república, es va oferir reiteradament amnistia per als rebels que abandonessin les armes. Al juny d'aquest any, Akhmat Kadírov, independentista durant l'anterior guerra i ara prorús, va ser nomenat per Putin president d'una administració prorussa formada per antics independentistes.
El 9 de maig de 2004 va ser assassinat pels independentistes, i fou substituït pel seu fill Ramzan Kadírov, primer com a primer ministre i després com a president, en substitució del fins llavors president Alú Alkhànov (març de 2007).
Malgrat proclamar-se la fi de la guerra el 2002, els combats van continuar i els Kadírovtsi van ser acusats d'establir un règim de terror.

## Crims de guerra
Els russos han estat acusats de practicar la tortura sistemàticament contra els homes joves (rebels o no), així com violacions, saquejos, contraban i malversació. Els mitjans russos, llevat d'algunes excepcions, van silenciar el que ocorria. Ramzan Kadírov i les seves forces paramilitars van ser acusats de greus crims per la periodista russa Anna Politkóvskaia, que seria assassinada a Moscou el 7 d'octubre de 2006.
Els senyors de la guerra txetxens, per la seva banda, també haurien comès greus crims contra els presoners i civils russos, ostatges (tres ostatges estrangers van ser decapitats al començament de la guerra) i contra els seus propis civils.
A les repúbliques veïnes, com Inguixètia o Daguestan, hi ha nombrosos refugiats txetxens.
Amnistia Internacional i el Consell d'Europa han condemnat reiteradament aquests fets.

## El bàndol independentista
La ideologia dels combatents txetxens (bandits segons el punt de vista rus) havia evolucionat des de la guerra anterior des d'un independentisme laic fins a arribar a l'islamisme wahhabista. Mentre Xamil Bassàiev representava aquesta tendència, el president electe de la Txetxènia independentista (autoproclamada República d'Itxkèria), Aslan Maskhàdov va ser la veu moderada dels separatistes (encara que la seva autoritat va ser sempre feble), i pel que sembla buscava una sortida dialogada al conflicte però va morir al març de 2005 quan tropes del Servei Federal de Seguretat rus intentaven capturar-lo.

### Senyors de la guerra
Durant la primera guerra, diversos cabdills locals van començar a adquirir cada vegada més poder a les zones que controlaven, i arribaren a posseir grans quantitats d'homes i influències, amb les quals van poder disputar el poder a la sempre feble administració central encapçalant les seves pròpies forces paramilitars. Entre aquests senyors de la guerra (en els quals se solen incloure també els presidents txetxens Akhmat i Ramzan Kadírov) destaquen:
- Movladi Baissàrov: va ser un antic membre de l'FSB nascut el 1966. Comandant de la guàrdia personal d'Akhmat Kadírov i després en cap del seu servei d'intel·ligència anomenat Gorets, estant a càrrec d'execucions sumàries, tortures i segrestos, quan Akhmat va morir el 2004 el seu fill Ramzan va ordenar a l'any següent dissoldre els Gorets, ordre a la qual Baissàrov es va negar a complir, i passà a operar com una força rebel al nord-oest de Grozni fins a la seva captura, quan fou portat a Moscou, on va ser assassinat per un esquadró de kadirovites el 18 de novembre de 2006.
- Arbi Baràiev: nascut el 1973, va ser policia soviètic i guardaespatlles del seu oncle, el general i després vicepresident txetxè Vakha Arsànov (1950-2005),[29] des de finals dels 1990 va anar guanyant poder expulsant a periodistes estrangers i organitzacions humanitàries, afeblint el govern central txetxè i assassinant diversos ministres. Durant la segona guerra va ser el responsable de diverses massacres fins que va ser assassinat en un operatiu de les forces especials russes el 23 de juny de 2001. Era l'oncle de Movsar Baràiev (cap del comando txetxè que va participar en la presa d'ostatges del teatre Dubrovka el 2002, on va morir.)[30] Va comandar el Regiment Islàmic de Propòsit Especial fundat el 1996, que tenia 400 membres el 2001[31] i només un centenar pels volts del 2005[32] i 2006.[33]
- Xamil Bassàiev: nascut el 1965, va ser un dels principals i més importants líders rebels txetxens. Conegut pel seu fonamentalisme religiós, va dur a terme accions armades des de 1991. També va ser candidat a la presidència txetxena aquell any i destacà en la primera guerra. Va ser un dels comandants de la BII i dirigí l'ofensiva contra el Daguestan en un intent d'expandir la seva influència fora de Txetxènia. Les seves guerrilles van ser molt actives en la segona guerra fins a la seva mort a les mans de les forces especials russes quan dirigia un comboi per llançar un atemptat el 9 de juliol de 2006. Va comandar el Batalló de Reconeixement i Sabotatge dels Màrtirs de Txetxènia Riiadus-Salikhín amb 50 combatents.[34] i la BII amb només 100 guerrillers el 2005.[35]
- Ruslan Guelàiev: nascut el 1964, va tenir un important rol polític i religiós entre 1994 i 2004 en el separatisme txetxè, amb la realització d'atacs de guerrilla, atemptats, assassinats i segrestos. Va ser un dels comandants de la defensa de Grozni en el segon conflicte, però davant la impossibilitat de detenir l'ofensiva russa va escapar als boscos muntanyencs del sud txetxè. Perseguit constantment per les forces russes es refugià a la zona fronterera amb Geòrgia fins que va ser mort en un punt de revisió mèdica per guàrdies fronterers.
- Sultan Gueliskhànov: va néixer el 1955. Fou policia soviètic i va destacar durant la primera guerra però es va rebel·lar el 1997 contra el govern central txetxè, va comandar una poderosa milícia amb la qual va resistir a les forces de Moscou. Acorralat per les tropes russes es va lliurar el 2006.
- Said-Magomed Kakíiev: nascut el 1970, inicialment va operar pel bàndol independentista en els noranta, però en iniciar-se la segona guerra es va passar al bàndol pro-rus agrupant a diversos altres comandants de milícies que van preferir aquella opció, va participar amb els seus homes en la guerra a Ossètia del Sud (2008) contra Geòrgia.
- Ruslan Labazànov: líder guerriller i presumpte cap de la màfia txetxena, va ser molt influent i poderós al govern local. Va participar en la guerra d'independència txetxena però el 1996 va ser assassinat als vint-i-nou anys possiblement per ordres de Xamil Bassàiev.
- Salman Radúiev: nascut el 1967 va ser un dels principals comandants txetxens entre 1994 i 1999, especialment poderós com a cap milicià després de la primera guerra. Arrestat el 2000,[36] va morir en misterioses circumstàncies en una colònia penal russa dos anys després.
- Germans Iamadàiev: van ser tres germans que van destacar en la guerra d'independència i van adquirir poder després de la fi d'aquesta, però que en oposar-se a grups islàmics que van atacar Daguestan van preferir aliar-se al govern rus, mercès al qual reberen importants càrrecs al govern titella. El major, Ruslan Iamadàiev, va néixer el 1961 i va ser el que va comptar amb major influència fins al seu assassinat el 2008; el segon, Djabraïl Iamadàiev, nascut el 1970 va ser assassinat el 2003; el menor, Sulim Iamadàiev, va néixer el 1973 i va morir a Dubai per les ferides rebudes en un atemptat el 2009.
- Ibn Al-Khattab: fou un dels comandants rebels. Va néixer el 1969 a l'Aràbia Saudita i fou el principal comandant dels mujahidins estrangers que van participar en la guerra. Va lluitar a l'Afganistan i va arribar a Txetxènia el 1994, on s'alià amb Bassàiev i participà en l'ofensiva contra el Daguestan. Després de la invasió russa va comandar guerrilles i va finançar atacs terroristes fins a la seva mort, el 2002, a mans de l'FSB.

## Terrorisme
Al costat de tàctiques tradicionals de guerrilla, els insurgents han utilitzat el terrorisme com una altra de les seves armes, sobretot contra les noves autoritats establertes en Grozni.
L'assalt al teatre de Moscou el 23 d'octubre de 2002 per un grup terrorista va exigir, sense èxit, la retirada de les tropes russes. Tres dies més tard l'edifici va ser assaltat per forces de l'Spetsnaz. Gràcies a un gas que va ser enviat per les reixetes de ventilació i va adormir als terroristes, el grup de rescat va aconseguir entrar i prendre el control de la situació. Cap dels terroristes va sobreviure. Els rebels amenaçaven de detonar bombes suïcides que causarien la mort dels aproximadament 850 ostatges. Tanmateix, uns 130 d'aquests van morir a causa de la inhalació de gas.
Aquest desenllaç va ser considerat satisfactori per a les forces russes, ja que van impedir la mort de la resta d'ostatges. No obstant això va suscitar polèmica pel nombre de civils morts (9 dels quals eren estrangers) en una situació en què va ser difícil traslladar els ostatges intoxicats. A més, el govern no va donar donar a conèixer els components del gas, una negativa que mèdics russos van criticar al·legant el fet que es podien haver salvat més vides aplicant ràpidament antídots apropiats. Informes posteriors assenyalen que es van usar fàrmacs per reanimar els intoxicats. El govern rus es va negar a donar la fórmula del gas que va provocar que els terroristes s'adormissin per ser una arma específicament russa d'estratègia. Considerà els components com a secret d'estat al·legant que d'una altra manera els enemics podrien utilitzar-los amb finalitats nocives per al poble rus.
En resposta al frustrat atemptat, al desembre dos camions bomba van destruir la seu central del govern prorús a Grozni.
Al març de 2002, el dirigent wahhabí Amir Khattab va morir, i Amir Abu al-Walid el va succeir.
El 9 de maig de 2004 va ser assassinat Akhmat Kadírov, el llavors president de la República Txetxena (administració prorussa) i fou substituït pel seu fill Ramzan Kadírov, primer com a primer ministre i després (març de 2007) com a president.
Malgrat la insistència de les autoritats russes en què la guerra ha acabat, la república segueix sofrint una situació inestable. La guerrilla va continuar les seves operacions, liderada per Xamil Bassàiev, fins que aquest va morir en 2006 per un atac rus, segons els russos, o un accident segons els txetxens. L'estratègia actual dels rebels és la de cometre atacs terroristes fora de Txetxènia.

## El problema georgià
La guerra de Txetxènia va produir també reiterats xocs diplomàtics entre Rússia i Geòrgia, país que (segons els russos) hauria permès als rebels txetxens d'establir un santuari a la seva zona fronterera. Aquestes acusacions van augmentar després de la caiguda del president Eduard Xevardnadze, substituït pel nacionalista i prooccidental Mikheil Sakaixvili. Els georgians van replicar que Rússia dona suport a territoris georgians independitzats de facto, com Abkhàzia i Ossètia del Sud. Aquestes tensions van portar al govern rus a decretar un embargament econòmic contra el país caucàsic i van fomentar un clima antigeorgià.

## Baixes

### Militars
Les baixes militars de tots dos bàndols són impossible de verificar i es creu que van ser molt elevades. La llista oficial de baixes militars publicades pel Ministeri de Defensa rus el 10 d'agost de 2005 és de 3.450 soldats russos des de 1999. Aquestes dades són molt parcials.
Les organitzacions independents russes i occidentals eleven molt el nombre. Per exemple, la Unió dels Comitès de Mares de Soldats de Rússia va estimar en unes 11.000 les baixes russes entre 1999 i 2003.

### Civils
Segons l'administració prorussa, igual que els separatistes, entre 200.000 i 500.000 civils van perdre la vida en les dues guerres. Les fonts independents rebaixen molt aquesta quantitat. Segons el grup pro-Drets Humans Memorial entre 15.000 i 25.000 civils van morir o van desaparèixer entre 1999-2006. La Societat d'Amistat Rus-Txetxena estima un nombre de morts a les dues guerres que oscil·laria entre 150.000 a 200.000 civils (sumats als 20.000 a 40.000 soldats russos i possiblement la mateixa quantitat de rebels txetxens). Xifres oficials de l'actual govern txetxè estimen les morts en uns 100.000 russos ètnics i 30.000 a 40.000 txetxens, xifres en les quals s'inclouen uns 10.000 soldats russos. Segons Amnistia Internacional la segona guerra va matar almenys 25.000 persones des de 1999, i 5.000 persones més estarien desaparegudes.

## "Txetxenització" de Rússia
Una altra conseqüència de la guerra va ser el fet que els soldats i policies que van intervenir en la guerra es van acostumar al clima d'impunitat en el qual actuaven i, a la tornada, van importar a les seves regions d'origen la brutalitat policial. A part, els veterans de la guerra pateixen sovint seqüeles psicològiques i físiques, un fenomen anomenat la síndrome txetxena.